# 팔 (빵)
팔(영어: Farl)은 아일랜드에서 처음 만들어진 납작빵의 일종이다. 가끔 납작빵를 4부분으로 자른 모양을 팔이라 부르는 경우도 있다.

## 뜻
북아일랜드에서 이 용어는 소다빵과 감자빵을 나타낼 때 쓰인다. 가끔 케이크(특히 감자로 만든 케이크)를 나타내기도 한다. 다른 아일랜드 지방에서도 팔은 소다빵을 나타낸다. 스코틀랜드에서는 이 용어가 4등분으로 나뉜 스콘, 배넉, 오트케이크 등을 나타낼 때 쓰인다.

## 준비
팔은 번철이나 프라이팬 위에 둥근 반죽을 올려놓고 굽는 과정을 통해 만들어진다. 만들어진 둥근 빵은 보통 4등분으로 잘라서 먹는다.

## 같이 보기
- 빵 목록
- 영국의 빵 목록
- 아일랜드의 빵 목록
- 소다빵